# Jacopo Salvetti
Jacopo Salvetti (Milano, 21 luglio 1993) è un rugbista a 15 italiano, dal 2020 seconda linea o terza linea ala del Lyons in Serie A Élite.

## Biografia
Cresciuto nel Sondrio e poi passato per l'Accademia F.I.R. di Tirrenia, disputò con la Under-20 il Sei Nazioni di categoria per poi diventare professionista nell'estate del 2012 con Calvisano.
In corso di stagione divenne capitano dell'Under-20 che disputò il 6 Nazioni 2013 e a seguire il Trofeo mondiale di rugby giovanile in Cile, che l'Italia si aggiudicò.
Nel 2013-14 vinse il suo primo scudetto con Calvisano, battendo in finale Rovigo al San Michele, e un anno più tardi ripeté l'impresa vincendo il secondo titolo di campione d'Italia.
Al termine del campionato 2014-15 passò a Padova al Petrarca per cui esordì in campionato alla seconda giornata di torneo contro L’Aquila.

## Palmarès
- Campionati italiani:  3
Calvisano: 2013-14, 2014-15
Petrarca: 2017-18
- Trofei Eccellenza :  1
Calvisano: 2014-15